# Инден
Инден — полициклический ароматический углеводород с молекулярной формулой С9H8. Структурно представляет собой конденсированные бензольное и циклопентеновое кольца. Легко воспламеняется и полимеризуется.

## Получение
Инден содержится в высококипящей каменноугольной смоле в количестве около 1 %, а также в остаточных маслах после производства олефинов. Промышленное получение индена сводится к ректификации каменноугольной смолы, свободной от фенольных соединений и оснований, с последующей кристаллизацией. Если предварительная экстракция фенола не проводится, то фракцию с высокой концентрацией индена можно получить при азеотропной перегонке с водой фракции фенол — инден. При этом фенол отделяется в виде нижней фракции.
Препаративные варианты получения индена заключаются в пиролизе ацетилена при 630 °C или в реакции толуола с ацетиленом при 825—900 °C и пониженном давлении.

## Физические свойства
Инден растворим во многих органических растворителях (этанол, диэтиловый эфир, пиридин, четырёххлористый углерод, уксусная кислота), но не растворяется в воде.

## Химические свойства
Инден легко полимеризуется при комнатной температуре без освещения, образуя полиинден. Полимеризация ускоряется при добавлении неорганических кислот или кислот Льюиса и при нагревании. Двойная связь циклопентенового цикла склонна к реакциям присоединения, в частности, она бромируется, а также гидрируется водородом в присутствии никелевого катализатора либо натрием в этаноле. Инден может выступать в качестве диенофила в реакции Дильса — Альдера.
Инден проявляет свойства слабой кислоты: он конденсируется с карбонильными соединениями с участием CH2-группы, а также образует магнийорганические соединения.
В зависимости от условий, при окислении индена могут образовываться дигидроксииндан, гомофталевая кислота либо фталевая кислота.

## Использование
Инден применяется для получения кумароно-инденовых смол и ароматических углеводородных резин. Чистый инден используют в синтезе индана, а также для ряда производных, например, эфиров инден-1-карбоновой кислоты, применяемых в качестве акарицидов.